# 馬克·布洛赫
馬克·利奥波德·邦雅曼·布洛赫（法語：Marc Léopold Benjamin Bloch，法語發音：[maʁk leɔpɔld bɛ̃ʒamɛ̃ blɔk]，1886年7月6日—1944年6月16日），法國歷史學家，專治中世紀法國史，年鑑學派創始人之一。二次大戰法國遭納粹德國佔領期間，布洛赫因投身法國抵抗運動及其猶太人血統，遭到特務組織蓋世太保逮捕及處決。

## 生平
布洛赫生於法國里昂的一個猶太人家庭，父親古斯塔夫·布洛赫（Gustave Bloch）是一位上古史教授，执教于索邦大学。1904-1908年，進入巴黎高等師範學院治學，並在此結識同為年鑑學派創始人的呂西安·費夫爾，1909-1912年獲得梯也爾基金會的獎助學金，並轉赴柏林大學及萊比錫大學。布洛赫曾在第一次世界大戰時參加過法國步兵團，以上尉军衔退役，並獲頒法國榮譽軍團勳章。
一戰後，布洛赫轉赴甫收復的阿爾薩斯地區的史特拉斯堡大學任教，隨後於1936年承繼亨利·奥塞尔（Henri Hauser）成為巴黎大學的經濟史教授。1998年，史特拉斯堡第二大學為紀念布洛赫的傑出貢獻，將校名改為馬克·布洛赫大學（Université Marc Bloch）。
1929年，布洛赫與費夫爾共同創辦了學術期刊《經濟社會史年鑑》（Annales d'histoire économique et sociale），亦開啟了所謂的年鑑學派。布洛赫一生的學術成主要集中在中古封建制度的研究上。
在两次大战之间，布洛赫有意地避开政治。像许多老兵一样，他致力于自己的事业和家庭。然而，在1933年之后，他逐渐对法国羸弱的议会制度和由于希特勒在德国掌权而死灰复燃的反犹主义心生警惕。在私底下，布洛赫日益批判法国的统治阶级，控诉资产阶级既不领导、也不理解民众。当战争在1939年又一次迫在眉睫的时候，已经年届53岁、成为了6个孩子的父亲的布洛赫作为年龄最大的预备役上尉重归法国军队。
在德軍佔領法國後，布洛赫无法回到纳粹治下的巴黎，便在海外为他的家庭寻求庇护。他和美国的同行拟定合约，试图在美国拿到一份教职。在等待美方结果的同时，他在流亡所至的克莱蒙-费朗市的斯特拉斯堡大学中获得了一份教职。此时的布洛赫沉浸于工作，撰写了其死后方得出版的小书《奇怪的戰敗》，內容是對1940年法軍步兵猝敗於德國閃电戰下的簡略評論。另一本未完成的遗著《历史学家的技艺》（Apologie pour l'histoire ou métier d'historien）（又译《为历史学辩护》）在史学方法上对后世留有诸多影响，此书與愛德華·霍列特·卡爾的著作《什么是历史？》常被認為是二十世紀最重要的兩本史學理論書籍。
但与此同时，布洛赫却输掉了和费弗尔围绕《年鉴》展开的斗争。向法国政府的雅利安法律低头的费弗尔执意要从刊头中除去布洛赫的名字，从而保证他们的刊物不被取缔。布洛赫只好接受这遭不公正，但他继续匿名为《年鉴》撰写文章。
1942年11月，作为对盟军在北非登陆的回应，德军侵略了維希法國。布洛赫一家逃离蒙彼利埃，前往在富热尔乡村的住所。布洛赫的教师生涯已到尽头，56岁的他做出了重大决定：在确保家人的安全之后，向法国抵抗运动的中心里昂进发，从而成为了一名全职反抗贝当政府与纳粹侵略的战士。布洛赫成为了“自由射手”（1940年成立的抵抗运动）的成员，这是一个年轻爱国者的组织，带有民主、共和、反納粹、反种族主义和支持盟軍的倾向。在1943年的搜捕浪潮之后，布洛赫成为了一个区域的首领，代号“纳博讷（Narbonne）”，主要负责在盟军预期登陆的法国南部地区进行部署。他还为抵抗运动的出版物供稿：这些文章比他的学术作品更加辛辣、也更具有党派意识。
1944年3月8日，布洛赫在一次大规模搜捕中被法国警察逮捕，并被转交盖世太保。法国新闻界大肆宣传了这位“共产主义犹太裔恐怖分子”的被捕一事，并吹嘘此举“斩获了”抵抗运动的首脑。纳粹党报《人民观察家》也宣称这粉碎了“犹太人的阴谋”。在里昂的蒙吕克监狱（Montluc）里，布洛赫受尽盖世太保的折磨；但除了自己的名字，他没有供出任何情报。他的同伴试图解救他，但是失败了。在1944年6月16的夜晚，即盟军登陆诺曼底的10天之后，布洛赫遭到盖世太保的枪決。两位幸存者记述了那血腥的场面。据说，布洛赫在面对死亡时竟还安慰身边的一位年轻战友，他说子弹是不会疼的；“法兰西万岁（Vive la France）”——这就是布洛赫最后的遗言。

## 歷史著作及相關研究
布洛赫比費夫爾更致力於社會經濟結構的探討，他相當欣賞涂爾幹的社會學，甚至將其視為史學研究的工具，在《法国农村史》（Les Caractères originaux de l'histoire rurale française）中就深入探討了中世紀法國農民和農奴的生活狀況、土地型態、收成制度、耕作技能，力圖把各種歷史事件貫串起來，以揭示法國農業的歷史轉變。
他的另一巨作《封建社會》（La société féodale）研究西洋中古封建制度，突破了馬克思主義者對於封建社會的定界，不再把封建主義作為一種社會的生產方式，他認為封建社會是一種「整體的社會環境」，統治與依附、富貴與貧窮皆具有緊密的聯繫。这部两卷本的权威综合性著作，至今仍是中世纪研究的奠基之作。凭借其独到的洞察力，布洛赫运用了一系列的学科知识，包括语言学、法学、文学、图解术、地名学、地理和心理学，对欧洲和日本的封建制度进行了卓越的分析，并描述了其背后的集体心态。
另外，布洛赫也受了亨利·贝尔（Henri Berr）的影響，他認為要歷史學家需要「理解」歷史，法語中的理解“comprendre”與德語中的“verstehen”有所區別，在法語中的理解可以同時對事物做出解釋，因此布洛赫不但在本質上繼承了實證主義的傳統，還融入了貝爾的歷史知識理論，法國實證主義者夏尔·塞尼奥博斯曾表示「無史料便無史學」，布洛赫則認為即便歷史家擁有原始史料，還仍不足以寫出令人信服的歷史，歷史學應該是要對社會行為做出「解釋」。
1924年出版的《國王的魔法》（Les rois thaumaturges）研究中世紀的國王如何運用各種魔術來製造奇蹟，以換取大眾的信任，可見他的研究亦涉猎历史中的臣民看待國王的心理狀態。这被视为后来的心态史研究的滥觞。
《奇怪的戰敗》(L'étrange défaite)一書象征着布洛赫历史写作的重大转变。这本书更像是一部回忆录，而不是学术著作；它没有注脚，全然基于作者的证词和分析。以社会与经济史家闻名的布洛赫在这本书中却对法国战败的财政与人口原因轻描淡写，反而强调了人的因素。